# Daltjärnen, Hälsingland
Daltjärnen är en sjö i Bollnäs kommun i Hälsingland och ingår i Ljusnans huvudavrinningsområde. Sjön är 6,8 meter djup, har en yta på 0,023 kvadratkilometer och är belägen 124 meter över havet.